# マイクロウェーブキルン
マイクロウェーブキルンは、電磁波を用いて加熱するセラミック製の焼成炉である。家庭用の電子レンジの中に入れて使うタイプのものは、5分から10分で内部の温度が約1,000℃まで昇温し、七宝やガラス工芸などのアクセサリーの製作を目的として使用される。
電気炉よりも安価に焼成設備を用意できるメリットがある。
食品へのガラスや金属の混入を防ぐため、単機能の専用の電子レンジを用意することが望ましい。